# Whirligig
Whirligig var en tortyrmetod som tidigare användes i det militära, framför allt i Brittiska armén. Offret stängs in i ett slags bur och tvingas stå där i ett tiotal timmar medan buren snurras runt i hög fart för att orsaka kraftigt illamående.